# Черри, Моки
Моки Черри (швед. Moki Cherry, полное имя при рождении Monika Marianne Karlsson; 1943—2009) — шведская художница и дизайнер, также сценограф и музыкант.
Её творчество охватывало мир живописи, музыки и театра с различными влияниями, такими как индийское искусство и музыка, тибетский буддизм, традиционные народные искусства и одежда, абстракция, мультфильмы и поп-арт. Работала в области текстиля, дизайна одежды, изделий из дерева, живописи, коллажа, керамики и декораций.

## Биография
Родилась 8 февраля 1943 года в провинции Норрботтен в семье Оскара Вернера Карлссона и его жены Юстины Марианны Карлссон. По роду службы отца, семья Карлссонов мигрировала по Швеции по местам, куда назначался отец.
В 1962 году Моки поехала в Стокгольм, чтобы учиться в Школе дизайна Бекмана, где она специализировалась на иллюстрировании, выкройке и дизайне одежды. Будучи прилежной ученицей, получала высокие оценки. В школе она подружилась со своей ученицей — Сюзанной Бекман, также ставшей художником и дизайнером; они остались друзьями на всю жизнь. Сюзанна была дочерью основателя этой школы дизайна — Андерса Бекмана.
В Стокгольме Моки Карлссон познакомилась со студентом из Сьерра-Леоне по имени Ахмаду Джа, который из Англии приехал в Стокгольм для обучения и получения степени магистра в Королевском технологическом институте. В 1964 году у них родилась дочь Нене, которая позже взяла фамилия второго мужа Моки — джазового трубача Дональда Черри, с которым мать познакомилась в 1963 году, когда он гастролировал в Стокгольме. Моки и Дональд лучше узнали друг друга в последующие годы, когда музыкант снова находился в Стокгольм во время концертов; в конце концов они стали парой и решили построить совместную жизнь.
В 1966 году, по окончании Школы дизайна Бекмана, Моки поехал в Нью-Йорк, чтобы работать в области моды и присоединиться к Дональду Черри, который жил там в то время. В Нью-Йорке она занималась живописью, гобеленами и дизайном одежды, именно здесь началось её творческое сотрудничество с Дональдом. Её гобелены использовались для создания красочной среды во время выступлений музыканта; также Моки принимала участие в оформлении обложек некоторых музыкальных альбомов Дональда. В результате Моки получила признание как молодой художник-дизайнер, и ей предложили постоянную дизайнерскую работу у фотографа Берта Штерна. Но она вернулась в Стокгольм с Дональдом и дочерью Нене. В 1968 году у Моки Черри в Стокгольме родился второй ребёнок — Eagle-Eye Cherry, который тоже стал музыкантом.
В Швеции Моки и Дональд создали творческий проект «Movement», позже переименовав его в «Organic Music» и затем «Organic Music Theatre». В 1969 году вся семья уехала в Нью-Йорк, в том же году они отправилась в турне по Франции, Италии и Турции, проживая в специальном автобусе. С этого момента Моки и Дональд гастролировали как «Organic Music» с другими музыкантами по всей Европе. Моки Черри играла на танпуре, она же делала декорации из гобелена. В 1970 году семья переехала в штат Вермонт, где Дональд Черри преподавал в течение двух семестров в Дартмутском колледже. После этого они снова вернулись в Швецию и купили старое здание школы в городе Тогарп в провинции Сконе. Вскоре Тогарп стал местом сбора всех видов творческих людей и процессов. В созданной ими организации Kulturföreningen Tågar ставились детские театральные постановки, участники гастролировали как в Швеции, так и за рубежом. Дональд и Моки сняли в Тогарпе серию детских телепрограмм, а также записали серию детских радиопрограмм. Они продолжили вместе гастролировать и участвовать в фестивалях, посетив разные страны Европы, включая Францию и Италию.
В 1973 году Моки Черри провела свою первую персональную выставку гобеленов и картин в Galleri 1 в Стокгольме, на которой были представлены гобелены, картины в сопровождении живой музыки. С 1973 года и до конца жизни она провела большое количество персональных выставок и участвовала в групповых. Её работы можно увидеть в известных музеях мира и Швеции, в их числе Центр Помпиду во Франции, Collezione Maramotti в Италии, Muzeum Susch в Швейцарии.
Умерла 29 августа 2009 года в муниципалитете Хесслехольм лена Сконе. Была похоронена на кладбище Farstorps nya kyrkogård.